# 塔亚
塔亚是奥地利下奥地利州塔亚河畔魏德霍芬县的一个市镇。总面积43.34平方公里，总人口1448人，人口密度33.4人/平方公里（2005年）。